# Савельев, Геннадий Петрович
Генна́дий Петро́вич Саве́льев (род. 11 ноября 1945 года, д. Корчевня, Кудымкарский район, Пермская область) — глава администрации (губернатор) Коми-Пермяцкого автономного округа в 2000—2005 годах.

## Биография
В 1973 году окончил факультет физического воспитания Пермского государственного педагогического института. В 1974—1988 гг. трудился в Гайнском районе: учителем физической культуры, директором Гайнской средней школы, директором совхоза «Гайнский», генеральным директором производственного объединения «Гайнское». В 1985 году окончил факультет экономики и организации сельского хозяйства Пермского сельскохозяйственного института.
В 1990-е годы Савельев переведён в окружной центр Кудымкар, где возглавлял ряд учреждений и строящихся предприятий города: школу № 3, кирпичный завод треста «Кудымкаргражданстрой» и др. В 1992 г. он был назначен заместителем главы администрации КПАО, председателем комитета по экономике, в 1993 г. — первым заместителем главы администрации округа, в данной должности проработал до 1998 года. 
В декабре 1995 года участвовал в выборах депутатов Государственной Думы по Коми-Пермяцкому одномандатному округу №216, уступил Анне Власовой. 14 декабря 1997 года избран депутатом Законодательного собрания Пермской области по Кудымкарскому городскому округу №40. Избран заместителем председателя Комитета Заксобрания по бюджету и внебюджетным фондам.
В декабре 2000 года Савельев одержал победу на губернаторских выборах в КПАО: за него проголосовали 44% избирателей. В первом туре он и действующий глава округа Николай Полуянов набрали примерно одинаковое количество голосов.
В период губернаторства Геннадия Савельева велась подготовка к объединению Коми-Пермяцкого округа с Пермской областью. Инициатором создания Пермского края стал тогдашний глава области Юрий Трутнев. Изначально Савельев высказывал отрицательное отношение к слиянию регионов, однако после визита спикера Совета Федерации Сергея Миронова и полпреда президента в Приволжском федеральном округе Сергея Кириенко был вынужден изменить своё мнение. В соглашении, подписанном в ноябре 2003 года, устанавливалось, что округ войдет в Пермский край на правах единого муниципального образования.
С 1 декабря 2005 года полномочия Геннадия Савельева как главы региона прекратились в связи с окончательным оформлением властной структуры Пермского края. Новым главой Коми-Пермяцкого округа как единицы с особым статусом в составе края стал Валерий Баяндин, бывший замглавы управления Федеральной налоговой службы по Пермской области и Коми-Пермяцкому АО.

## Награды
- Орден Почёта (14 ноября 2005 года) — за большой вклад в социально-экономическое развитие региона и многолетнюю добросовестную работу[11].